# Saqiyan
Saqiyan è un comune dell'Azerbaigian situato nel distretto di Şamaxı. Conta una popolazione di 544 abitanti.